# Gjuzel Tagirovna Manyurova
Gjuzel Tagirovna Manyurova, oroszul: Гюзель Тагировна Манюрова, tatárul: Гүзәл Таһир кызы Манюрова  (Szaranszk, 1978. január 24. –) olimpiai ezüstérmes, Európa- és Ázsia-bajnok tatár származású birkózó, aki kezdetben orosz, majd 2010-től kazak színekben versenyzett.

## Pályafutása
Szaranszkban a Mordvin ASZSZK fővűrosában született tatár családban. Családjával gyermekkorában költözött Moszkvába, ahol először aikidóval kezdett foglalkozni, majd 20 éves korában a birkózásra váltott.
2009-ig a Gyinamo Moszkva versenyzője volt. Szabadfogás nehézsúlyban versenyzett (72 kg, majd 75 kg). Három olimpián vett részt. A 2004-es athéni olimpián orosz színekben ezüstérmet szerzett a kínai Vang Hszü mögött. A 2008-as pekingi olimpiára nem sikerült kvalifikálni magát, majd 2010-től Kazahsztán képviselte. 2012-ben Londonban bronz-, 2016-ban Rio de Janeiróban ezüstérmet nyert.
A 2007-es világbajnokságon bronz-, a 2012-esen ezüstérmet szerzett. Három Európa-bajnokságon vett részt ahol egy-egy arany-, ezüst- és bronzérmet nyert. Kazak színekben négyszeres Ázsia-bajnok lett és kétszer vett részt az Ázsia-játékokon, ahol 2010-ben bronz-, 2014-ben ezüstérmet szerzett.

## Sikerei, díjai
- Olimpiai játékok – szabadfogás
  - ezüstérmes (2): 2004, Athén (72 kg), 2016, Rio de Janeiro (75 kg)
  - bronzérmes: 2012, London (72 kg)
- Világbajnokság – szabadfogás, 72 kg
  - ezüstérmes: 2012
- Európa-bajnokság – szabadfogás, 72 kg
  - aranyérmes: 2004
  - ezüstérmes: 2008
  - bronzérmes: 2008
- Ázsia-játékok – szabadfogás
  - ezüstérmes: 2014, Incshon (75 kg)
  - bronzérmes: 2010, Kanton (72 kg)
- Ázsia-bajnokság – szabadfogás
  - aranyérmes (4): 2010, 2011, 2012 (72 kg), 2014 (75 kg)